# Campo a través

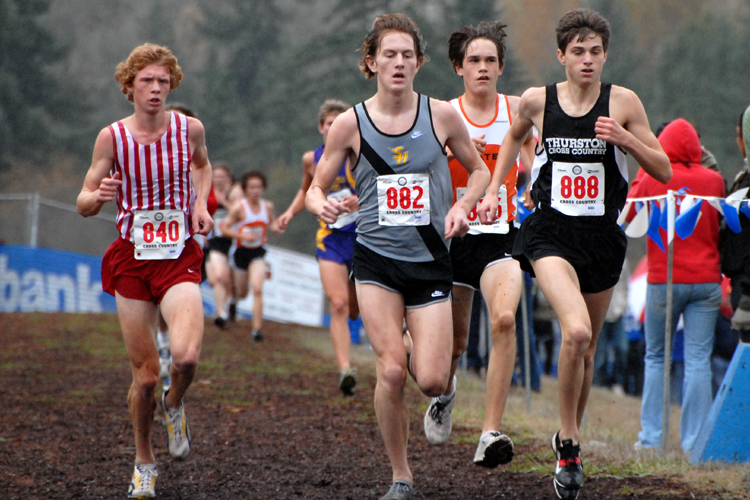
Carrera de campo a través.

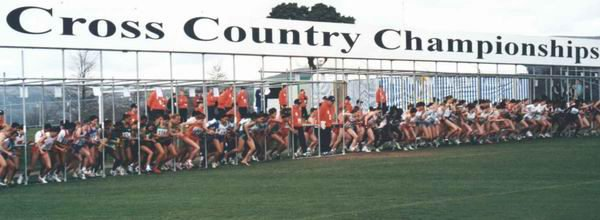
Cajones de salida por países en un Campeonato del Mundo (Belfast 99).

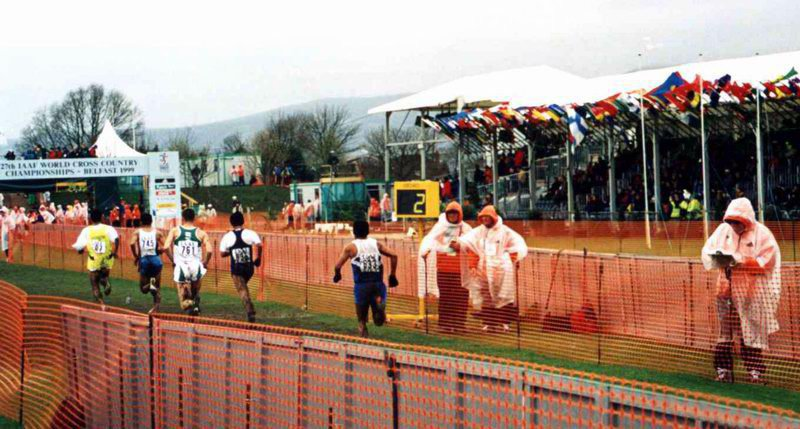
Cuentavueltas y recta de meta Campeonato del Mundo Belfast 99.

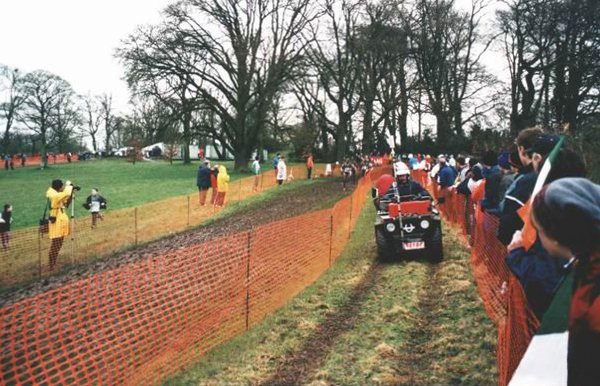
Detalle de recorrido con camino para Jueces y prensa (TV).

El campo a través o bien (a) campo traviesa, en los países de Hispanoamérica; en inglés, cross-country o simplemente cross) es una modalidad de atletismo que consiste en recorrer distancias campo a través, es decir, en circuitos naturales no urbanos. Estuvo dentro del programa olímpico de atletismo en tres juegos olímpicos:
Estocolmo 1912,
Amberes 1920 y
París 1924, y se disputó en dos modalidades: individual y por equipos. Actualmente la máxima competición es el Campeonato Mundial de Campo a Través que se celebra anualmente con sede itinerante designada por la IAAF.
Nació como deporte organizado en Inglaterra en 1831 en el colegio Shrewsbury School en Shropshire cuando los alumnos le pidieron al rector del colegio, el Dr Butler, que los autorizara a organizar un evento de caza de zorros, solicitud que fue rechazada. Sin embargo, los estudiantes y el rector acordaron con la organización de un evento que imitara ciertas de las características de la actividad a campo travieso dando nacimiento a la modalidad deportiva.
Se compite tanto a nivel individual como en equipos. 
El circuito estará en una zona abierta o boscosa, cubierta, a ser posible, de hierba, con obstáculos naturales que ayuden a diseñar un trayecto interesante. La zona deberá albergar también las instalaciones precisas. El recorrido generalmente constará un circuito entre 1750 y 2000 m de longitud, pero al que se le podrá añadir una vuelta pequeña, que se correrá al principio, para adecuarlo a las distancias recomendadas. Deben usarse obstáculos naturales, evitando los que excedan por su dificultad el objetivo de la competición o también añadirse obstáculos artificiales, procurando que simulen naturales. En carreras con gran número de participantes se procurará que en los 1500 m primeros no haya estrechamientos o impedimentos que puedan estorbar a los Atletas. Se evitará el cruce de carreteras, y cuando no sea posible, se recubrirán estos tramos con hierba, tierra o esteras apropiadas. Aparte de la recta de salida y llegada, no deberá haber otras rectas largas.
El recorrido estará marcado con cinta en ambos lados, y las zonas cruciales, como salida y meta, estarán debidamente valladas y protegidas. Al público solo se le permitirá cruzar el circuito por puntos especialmente diseñados y en la primera parte de la prueba. En competiciones de alto nivel se dispondrá un pasillo vallado de un metro de ancho que siga el recorrido, para uso de Jueces y medios de información. El ancho del recorrido será de 5 m, salvo en las zonas de salida y meta, que deberá ser suficientemente ancho en función de los participantes. Si un atleta abandona el recorrido, reduciendo la distancia a recorrer será descalificado.
La salida se dará con el disparo de una pistola y las voces habituales. En carreras internacionales se darán tres avisos, cinco minutos, tres y uno, antes de dar la salida. Habrá puestos de salida, y los miembros de un mismo equipo se colocarán uno tras otro. En carreras de alto nivel suelen disponerse cajones de salida cuyos puestos se sortean.
Habrá agua y avituallamientos a la salida y llegada, y se podrá disponer un puesto de esponjas y bebida cada vuelta si el clima lo aconseja.
La competición donde se puede apreciar todo el esplendor y dificultad es desde 1903 hasta 1972 el Cross de las Naciones, y desde 1973 hasta la actualidad el Campeonato Mundial de Campo a Través. Este campeonato es uno de los más prestigiosos que puede ganar un fondista dada la dificultad que entraña ganarlo. Si nos atenemos a la cantidad y calidad de atletas que participan, se puede decir que es más difícil ser campeón del mundo de cros que campeón olímpico. En un campeonato del mundo de campo a través pueden disputarlo con posibilidades de victorias desde atletas de 800 m lisos hasta fondistas y maratonianos.